# Абісинська кішка
Абісинська (абіссинська або абісінська) (англ. Abissinian, ABY)  — порода кішок, що має особливе забарвлення (зональне), схоже на забарвлення зайців або кроликів. На тілі немає ніякого малюнка. Таке забарвлення забезпечується тим, що кожен волосок має смуги, які чергуються (тікінг) — світлі (жовті або охристі) і темні (чорні або коричневі). Відбувається це тому, що при розвитку волосся в ньому впереміш відкладається то темний, то світлий пігмент. У зайців або кроликів на волоску є тільки одне темне кільце, тоді як в абісинських кішок два або три (подвійний або потрійний тікінги). Таке забарвлення також називають агуті.

## Історія

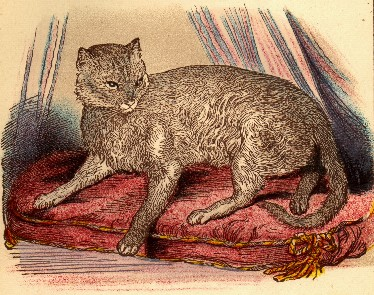
Зула вважається першою кішкою абісинської породи

Існує кілька гіпотез походження породи. Одна з них — походження кішок від місцевих порід, у яких у результаті мутації виникло подібне забарвлення.
Інша версія — походження породи від завезених з Північної Африки тварин. Причому в сучасних кішок Північної Африки подібне забарвлення не зустрічається, тому що подібні кішки існували в давнину. Можливо, предок породи був вивезений з південно-східної Азії або Афганістану. Є навіть версія походження абісинок від диких кішок.
Одним із предків вважається дика африканська кішка, що жила на території Абісинії (нині Ефіопія). У 1868 році британська військова експедиція привезла таку кішку з Ефіопії у Велику Британію, де з нею була продовжена селекційна робота. У Великій Британії абісинські кішки як порода були вперше зареєстровані в 1882 році. До 1970 року ця порода була визнана у всіх країнах світу. Тепер вона має популярність у багатьох країнах.
Офіційно зареєстрували породу тільки в 1904 році, а через три роки пара сріблястих абісинських красунь вирушила до Америки. Під час війни багато породи тварин мало не зникли, і абісинська кішечка не стала винятком. Друге народження в Європі вона отримала вже після закінчення другої світової війни за допомогою американських заводчиків.

## Характер
Характер в абісинки життєрадісний, жвавий, ласкавий. Це дуже рухлива, активна, грайлива кішка, не любить бути замкненою в тісних приміщеннях. Потребує простору. Добре утримувати або вигулювати її у вольєрі. Тварина дуже слухняна, легко дресирується. Можна привчити приносити предмети. Має ніжний і мелодійний голос.

## Особливості розмноження
Приплід в абісинок не такий численний, як в інших порід домашніх кішок (у середньому 3-4 кошенят). Спостерігається відхилення від нормального співвідношення статей у потомстві: переважною статтю є самці (на одну абісинську кішку припадає 2-3 коти). Кошенята дозрівають рано.

## Зовнішній вигляд
Абісинські кішки — це тварини середнього розміру, стрункі, гнучкі. Тіло міцне, м'язисте, трохи витягнуте, підібране, пропорційне. Спина міцна, розвинена. Груди широкі й досить глибокі. Кінцівки міцні, довгі й стрункі. Тварина стоїть ніби «навшпиньках». Лапи маленькі, вузькі, овальні. Хвіст відносно довгий, звужується від основи до загостреного кінця. Кінчик хвоста рухливий.
Голова невелика, клиноподібної форми, з м'якими обрисами. Мордочка ледь позначена. Ніс прямий, середньої довжини. Підборіддя сильне, опукле. Вуха великі, вертикально поставлені, широкі в основі, широко розставлені. Мають заокруглені кінці з китицею волосся. Брови й повіки темні. Очі великі, виразні, мигдалеподібної форми, трохи косо посаджені. Колір інтенсивний — від бурштиново-золотавого до зеленого. Шия коротка, витончена, елегантно вигнута.
Головна прикраса абісинської кішки — це її шерсть. Коротка і блискуча, вона переливається різними кольорами. А все завдяки тикингу: кожен волосок на тілі абісиньки має відразу кілька відтінків.

### Забарвлення
Волоски з подвійним або потрійним тикінгом, з темним кінчиком. Спочатку були прийняті два основні забарвлення: дикий і червонуватий (сорель). Сьогодні відомо кілька забарвлень: дике забарвлення, сорель (sorrel), блакитне, беж-фавн (fawn), черепахове, черепахове сорель, блакитне черепахове, черепаховий фавн, чорне сріблясте, сорель сріблясте, блакитне сріблясте, фавн сріблясте, черепахове сріблясте, сорель черепахове сріблясте, блакитне черепахове сріблясте, фавн черепахове сріблясте.

## Світлини

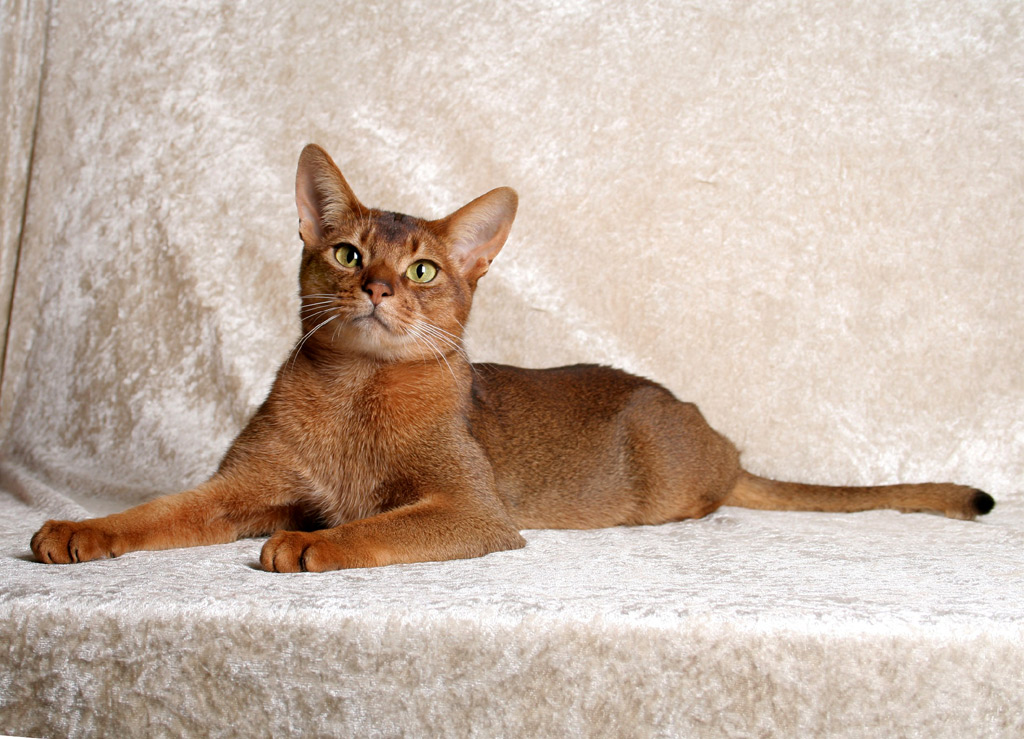
Типове забарвлення абісинської кішки
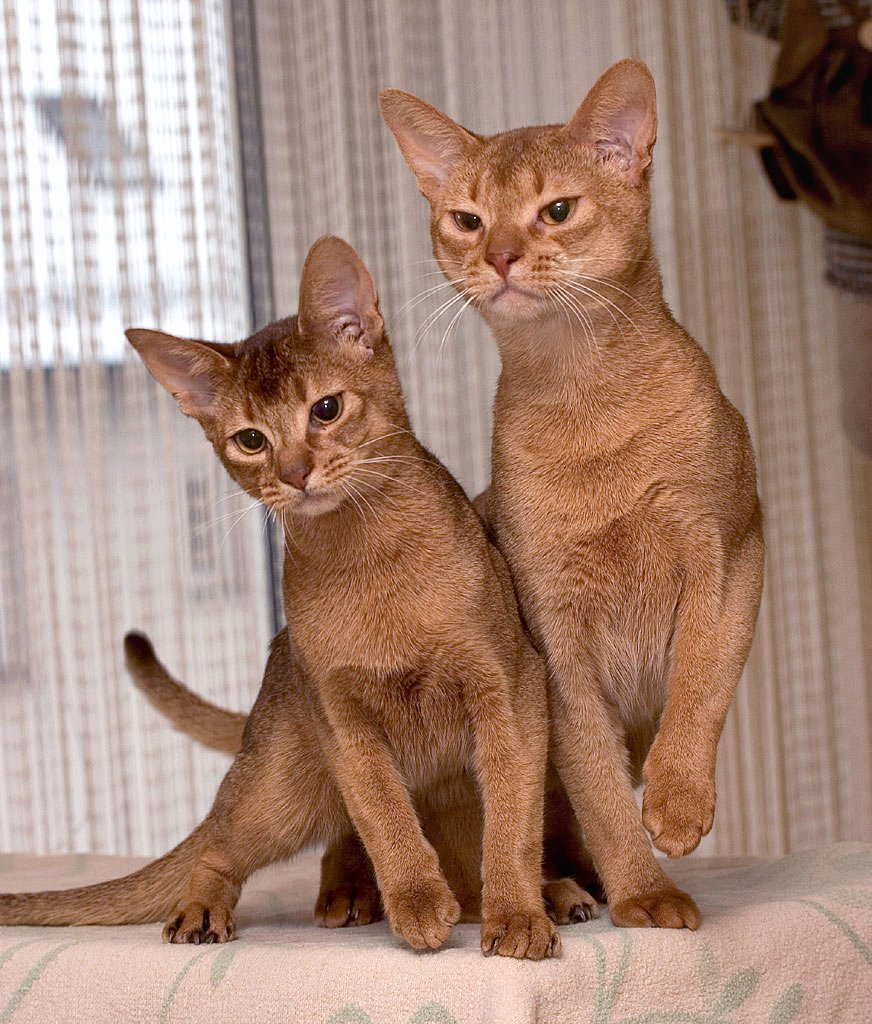
Два кошеняти у підлітковому віці
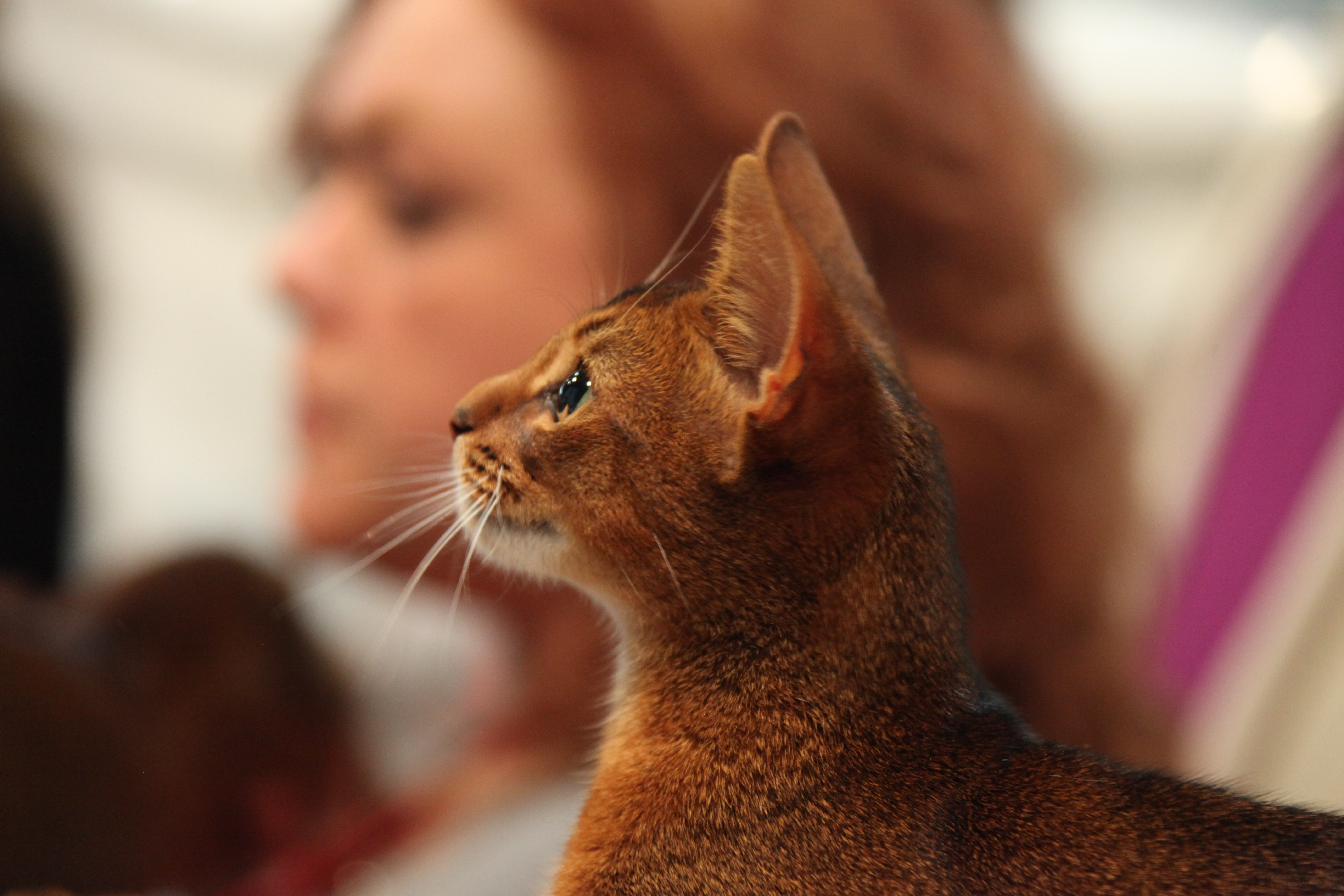
Голова кішки у профіль
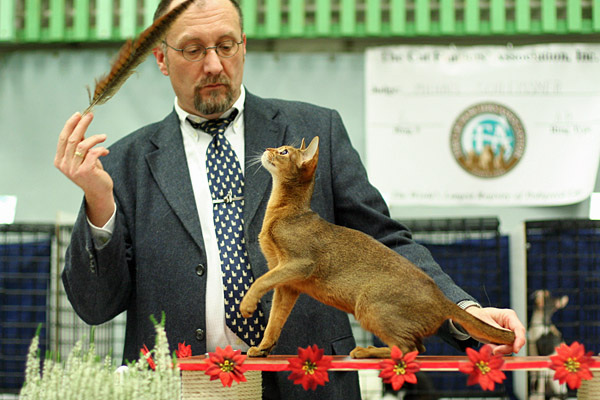
Кіт на виставці
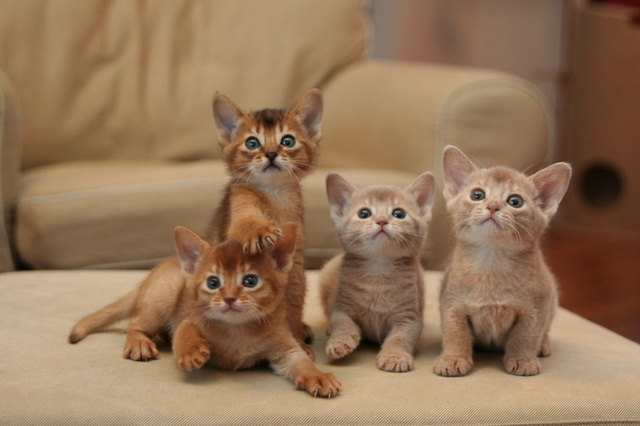
Чотири 2-місячні кошеняти
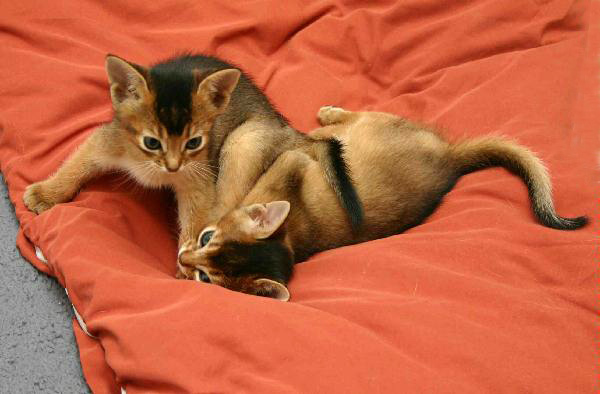
Двоє кошенят